# W końcu czyje to życie?
W końcu czyje to życie? – amerykański film obyczajowy z 1981 roku na podstawie sztuki Briana Clarka. Jest to jeden z ważnych filmów dotyczących eutanazji.

## Główne role
- Richard Dreyfuss - Ken Harrison
- John Cassavetes - Dr Michael Emerson
- Christine Lahti - Dr Clare Scott
- Bob Balaban - Carter Hill
- Kenneth McMillan - Sędzia Wyler
- Kaki Hunter - Mary Jo Sadler